# Condado de Lanark
El condado de Lanark es una subdivisión administrativa de la provincia canadiense de Ontario. Su sede es la localidad de Perth. Posee una área de 2 979 km², una población de 62 495 habitantes y una densidad poblacional de 21 hab/km².